# 柏原崇
柏原 崇（かしわばら たかし、本名同じ、1977年3月16日 - ）は、日本の元俳優。山梨県出身。
俳優業を引退後は裏方に転身し、現在は女優の内田有紀のマネージャーを務めている。
弟は俳優・ミュージシャンの柏原収史。

## 略歴
- 1993年、第6回ジュノン・スーパーボーイ・コンテストでグランプリを受賞。
- 1994年、テレビドラマ『青春の影』（テレビ朝日）で俳優デビュー。
- 1995年、映画『Love Letter』でスクリーンデビューし、第19回日本アカデミー賞新人俳優賞を受賞。また韓国では公開されるやいなや、短い出演時間にもかかわらず爆発的な人気を得る。
- 1996年、テレビドラマ『白線流し』（フジテレビ）で不器用な優等生・長谷部優介役を演じる。以後、『白線流し』は9年間にわたってシリーズ化された。（柏原本人も、病気療養からの復帰、傷害事件の謹慎からの復帰、ともにこのドラマで果たしている。）
- 2003年、テレビドラマ『いつもふたりで』（フジテレビ）収録中に頸肩腕症候群のため2話で途中降板（代役は葛山信吾）。
- 2004年、女優の畑野浩子（現：畑野ひろ子）と6月7日に入籍し、6月13日に八芳園で結婚披露宴を行う[3]。12月に路上にはみ出し駐車をし洗車していた人物とトラブルの末、傷害事件を起こした[4]。
- 2006年、テレビドラマ『白夜行』（TBS）で久しぶりの連続ドラマ出演。2月25日に畑野ひろ子と離婚[5]。
- 2015年10月14日、オフィシャルサイト10BEANSを開設。
- 離婚後、テレビドラマ『ビッグウイング』（TBS）で共演した内田有紀と長らく交際していたが、最終的に俳優業を引退し内田のマネージャーに転身した[6]。内田の現場でかつて共演経験がある関係者と出くわし、驚かれることも多いという[7]。現在は裏方に徹しているため、表に出ることは一切拒否しているという[8]。

## 受賞歴

### 映画
- 『Love Letter』（1995年度）
  - 第19回日本アカデミー賞 新人俳優賞[9]
  - 第10回高崎映画祭 最優秀新人男優賞

### その他
- 第6回ジュノン・スーパーボーイ・コンテスト グランプリ（1993年）
- エランドール賞 新人賞（1999年）

## 出演

### テレビドラマ
- 青春の影（1994年7月 - 9月、テレビ朝日） - 宮家康夫 役
- 恋人をつくる100の方法（1995年2月 - 3月、ABC） - 牧原草 役
- 毎度おジャマしまぁす（1995年4月 - 6月、TBS） - 鶴田昭二 役
- ハートにS第20回「夏風邪」（1995年4月 - 9月、フジテレビ） - 準主演・高校生 役
- 沙粧妙子-最後の事件- 第7話 - 第9話（1995年7月 - 9月、フジテレビ） - 日置武夫 役
- ぽっかぽか2（1995年9月 - 10月、TBS「愛の劇場」） - 三好武 役
- 白線流し（1996年1月 - 3月、フジテレビ） - 長谷部優介 役
  - 白線流し-19の春-（1997年8月8日）
  - 白線流し-二十歳の風-（1999年1月15日）
  - 白線流し-旅立ちの詩-（2001年10月26日）
  - 白線流し-二十五歳（2003年9月7日）
  - 白線流し-夢見る頃を過ぎても（2005年10月15日）
- 将太の寿司（1996年4月 - 9月、フジテレビ） - 主演・関口将太 役
- イタズラなKiss（1996年10月 - 12月、テレビ朝日） - 主演・入江直樹 役
- ぽっかぽか3（1996年12月 - 1997年2月、TBS「愛の劇場」） - 三好武 役
- 智子と知子（1997年7月 - 9月、TBS） - 仲村保 役
- イヴ - Santaclaus Dreaming - 第2話 - 第5話（1997年10月 - 12月、フジテレビ） - 室井保丈 役
- 幻想ミッドナイト 第5話「風が吹いたら桶屋がもうかる」（1997年10月19日、テレビ朝日） - 両角一角 役
- ランデヴー（1998年7月 - 9月、TBS） - 岩田守 役
- タブロイド（1998年10月 - 12月、フジテレビ） - 猿渡匠 役
- 恋愛結婚の法則（1999年7月 - 9月、フジテレビ） - 宇都宮洋介 役
- 恋の神様（2000年1月 - 3月、TBS） - 松田零士 役
- アナザヘヴン -eclipse- 第1話（2000年4月 - 6月、テレビ朝日） - 木村敦 役
- ビッグウイング（2001年1月 - 3月、TBS） - 栗山健 役
- プラトニック・セックス〜17歳の青春編〜（2001年9月、フジテレビ） - UK（森岡祐介） 役
- バベル〜The Tower of Babel〜（2002年、BSフジ） - 主演・羽村恭一 役
- 世にも奇妙な物語 '02春の特別編「トカゲのしっぽ」（2002年3月27日、フジテレビ） - 主演・藤堂和音 役
- 恋愛偏差値 第三章「彼女の嫌いな彼女」（2002年8月 - 9月、フジテレビ） - 冴木行彦 役
- いつもふたりで（2003年1月 - 3月、フジテレビ） - 奥田直之 役（病気のため第1話・第2話で降板）
- あなたの隣に誰かいる 第1話・第2話・最終話（2003年10月 - 12月、フジテレビ） - 星野智嗣 役
- サントリーミステリー大賞スペシャル「運命が見える手」（2003年、ABC） - 桧山拓人 役
- オレンジデイズ 第3話 - 第5話・最終話（2004年4月 - 6月、TBS） - 佐野 役
- 極限推理コロシアム（2004年5月、読売テレビ） - 主演・駒形祥一 役
- ドラマW「宿命」（2004年12月、WOWOW） - 和倉勇作 役
- 白夜行 第4話 - 最終話（2006年1月 - 3月、TBS） - 篠塚一成 役
- ハチミツとクローバー（2008年1月 - 3月、フジテレビ） - 野宮匠 役
- GOTAISETSU（2008年2月16日、NHK山口） - 主演・楓 役
- セレブと貧乏太郎（2008年10月 - 12月、フジテレビ） - 後藤田司 役
- 女たちは二度遊ぶ（2010年3月1日、BeeTV）
- CONTROL〜犯罪心理捜査〜 第8話・第9話（2011年3月1日・8日、フジテレビ） - 塚原洋二 役
- ドラマW「死刑基準」（2011年9月25日、WOWOW） - 鯖江申三 役
- イタズラなKiss〜Love in TOKYO 第15話（2013年7月12日、フジテレビTWO） - 医師 役（特別出演）[10]

### 映画
- Love Letter（1995年、日本ヘラルド映画） - 藤井樹（少年時代） 役※日本アカデミー賞新人俳優賞受賞
- バースデイプレゼント（1995年、東宝） - 中本長助 役
- MIND GAME（1998年、松竹） - 主演・田所純 役※エランドール賞新人賞受賞
- きみのためにできること（1999年、日活） - 主演・高瀬俊太郎 役
- アナザヘヴン（2000年、松竹） - 木村敦 役
- 現実の続き夢の終わり（2000年、日活） - 高橋 役
- 世にも奇妙な物語 映画の特別編「結婚シミュレーター」（2000年、東宝） - 徳永有一 役
- THE SUPER DRY FILMS「THE SCOOP」（2005年、アサヒビール） - 主演・澤本大輔 役
- BLACK NIGHT〜ブラック ナイト（2006年） - 柄谷悟史 役
- 13の月（2006年） - 主演・吉岡佑 役[4]
- 遠くの空に消えた（2007年） - 大人になった楠木亮介 役
- 未来予想図 〜ア・イ・シ・テ・ルのサイン〜（2007年）特別出演
- 相棒 -劇場版- 絶体絶命! 42.195km 東京ビッグシティマラソン（2008年） - 塩谷和範 役
- 劇場版 カンナさん大成功です!（2009年、ゴー・シネマ） - 綾小路篤 役
- 沈まぬ太陽（2009年） - 恩地克己 役
- レオニー（2010年） - 川田道彦 役
- 幸せのプラン（2014年） - 天野織彦 役

### オリジナルビデオ
- 闘牌伝アカギ（1995年） - 赤木しげる 役
  - 雀魔アカギ（1997年） - 赤木しげる 役

### ゲーム
- リアルサウンド 〜風のリグレット〜（1997年） - 野々村博司 役

### CM
- 日産自動車「ルキノ」
- 花王「メンズビオレ」
- ロッテ「ガーナチョコレート」「イタリアーノ」「プライム」「アロマスティックチョコレート」「Serra」「雪見だいふく」
- 大塚製薬「エネルゲン」
- ファミリーマート ※兄弟で共演
- ごはん食推進委員会
- NEC「98MULTi CanBe」「CEREB」
- ミズノ「SUPER STAR」
- 日本コカ・コーラ「スプライト」
- 台湾三陽工業「fiddle」
- 宝酒造「タカラcanチューハイ」
- ライブドア「ライブドア インターネット無料主義」
- ファンケル「ファンケル洗顔パウダー」
- NTTドコモ九州
- アサヒビール「アサヒスーパーサワー」「スーパーDRY THE SUPER DRY FILMS」
- トヨタ自動車「ist」

## 書籍・DVD
- 柏原崇カジュアルセーター レディブティックシリーズNo.963（ブティック社）
- パーソナルブックKASSY（主婦と生活社）
- Photo&Monologue 機嫌（世界文化社）
- ボーイズIIメン「Will」ミュージック・ビデオ

## 音楽
全てNo'where名義

### シングル
- Another World（1998年9月9日）
- Don't stay/recall Road（1999年1月21日）
- Low Down（1999年6月19日）

### アルバム
- bawl out（1999年7月23日）